# Kamen (Veliko Tarnovo)
Kamen (Bulgaars: Камен) is een dorp in het noordoosten van Bulgarije. Het is gelegen in de gemeente Strazjitsa in de oblast oblast Veliko Tarnovo. Het dorp ligt ongeveer 35 km ten oosten van Veliko Tarnovo en 221 km ten oosten van de hoofdstad Sofia.

## Bevolking
In de eerste volkstelling van 1934 registreerde het dorp 2.645 inwoners. Sindsdien neemt het inwonersaantal af. Op 31 december 2019 telde het dorp 1.486 inwoners.
Van de 1.499 inwoners reageerden er 1.469 op de optionele volkstelling van 2011. Van deze 1.469 respondenten identificeerden 893 personen zichzelf als Bulgaren (60,8%), gevolgd door 193 etnische Roma (13,1%), 119 Bulgaarse Turken (8,1%), terwijl 264 respondenten ondefinieerbaar waren (18%).
Van de 1.499 inwoners in februari 2011 werden geteld, waren er 317 jonger dan 15 jaar oud (21,1%), gevolgd door 969 personen tussen de 15-64 jaar oud (64,6%) en 213 personen van 65 jaar of ouder (14,2%).